# Алер (река)
Алер је река у Немачкој. Дуга је 346 km, од тога 346 km кроз Немачку. Извире у код Ванцлебен-Бердеа. Протиче кроз Саксонију-Анхалт и Доњу Саксонију. Улива се у Везер код Фердена.